# Sideractis
Sideractis is een geslacht van neteldieren uit de klasse van de Anthozoa (bloemdieren),

## Soort
- Sideractis glacialis Danielssen, 1890